# Clarias pseudoleiacanthus
Clarias pseudoleiacanthus är en fiskart som beskrevs av Sudarto, Teugels och Laurent Pouyaud 2003. Clarias pseudoleiacanthus ingår i släktet Clarias och familjen Clariidae. Inga underarter finns listade i Catalogue of Life.